# Station Buitenpost
Station Buitenpost is een spoorwegstation in de Nederlandse dorp Buitenpost in de provincie Friesland.

## Geschiedenis

### Eerste stationsgebouw
Het eerste stationsgebouw stamt uit 1863. Het station was een Waterstaatstation van de vierde klasse en was een van de vijftien stations die ooit in deze klasse was gebouwd. Het gebouw was ontworpen door de ingenieur Karel Hendrik van Brederode.

### Tweede stationsgebouw
Het eerste gebouw is in 1973 afgebroken. In hetzelfde jaar is het tweede stationsgebouw van het standaardtype Beilen gebouwd door de architect Cees Douma. Op het stationsgebouw bevindt zich een plaquette met het opschrift: "1940-1945 Ter gedachtenis aan den gevallene Folkert Smit". De overkappingen op de perrons van station Buitenpost zijn gebouwd in het kader van het NS Rail 21-plan waarbij in heel Nederland infrastructurele vernieuwingen werden uitgevoerd in het bestaande net. In de periode 1996 - 1998 heeft de lijn Groningen - Leeuwarden diverse moderniseringen aan de stations en de infrastructuur ondergaan, waaronder een spoorverdubbeling tussen Feanwâlden en Grijpskerk. Op het station is onder andere een snackbar aanwezig.

## Ligging
Het station is gelegen aan de spoorlijn van Leeuwarden naar Groningen.

## Galerij

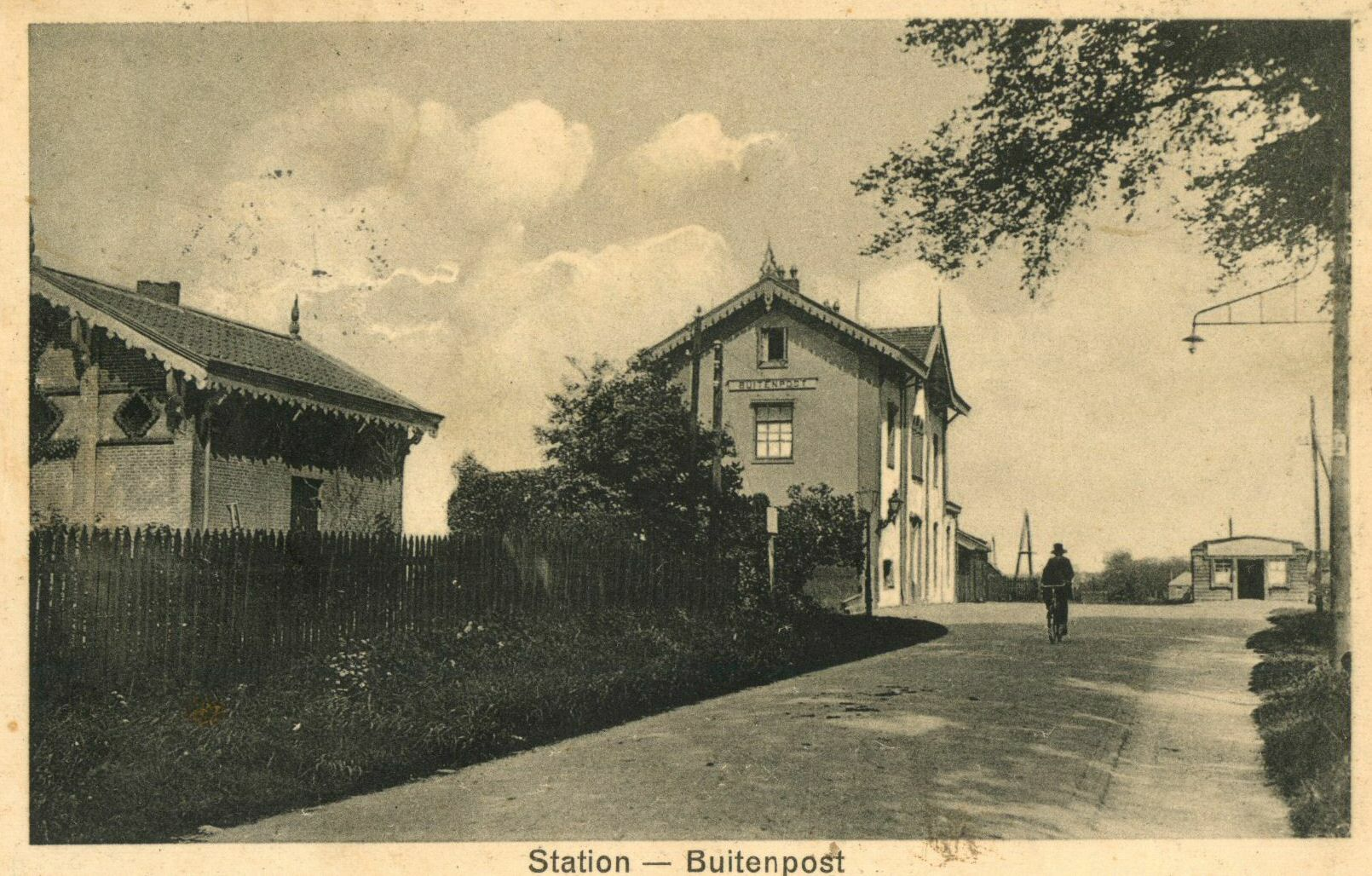
Het station in de jaren '20 van de twintigste eeuw
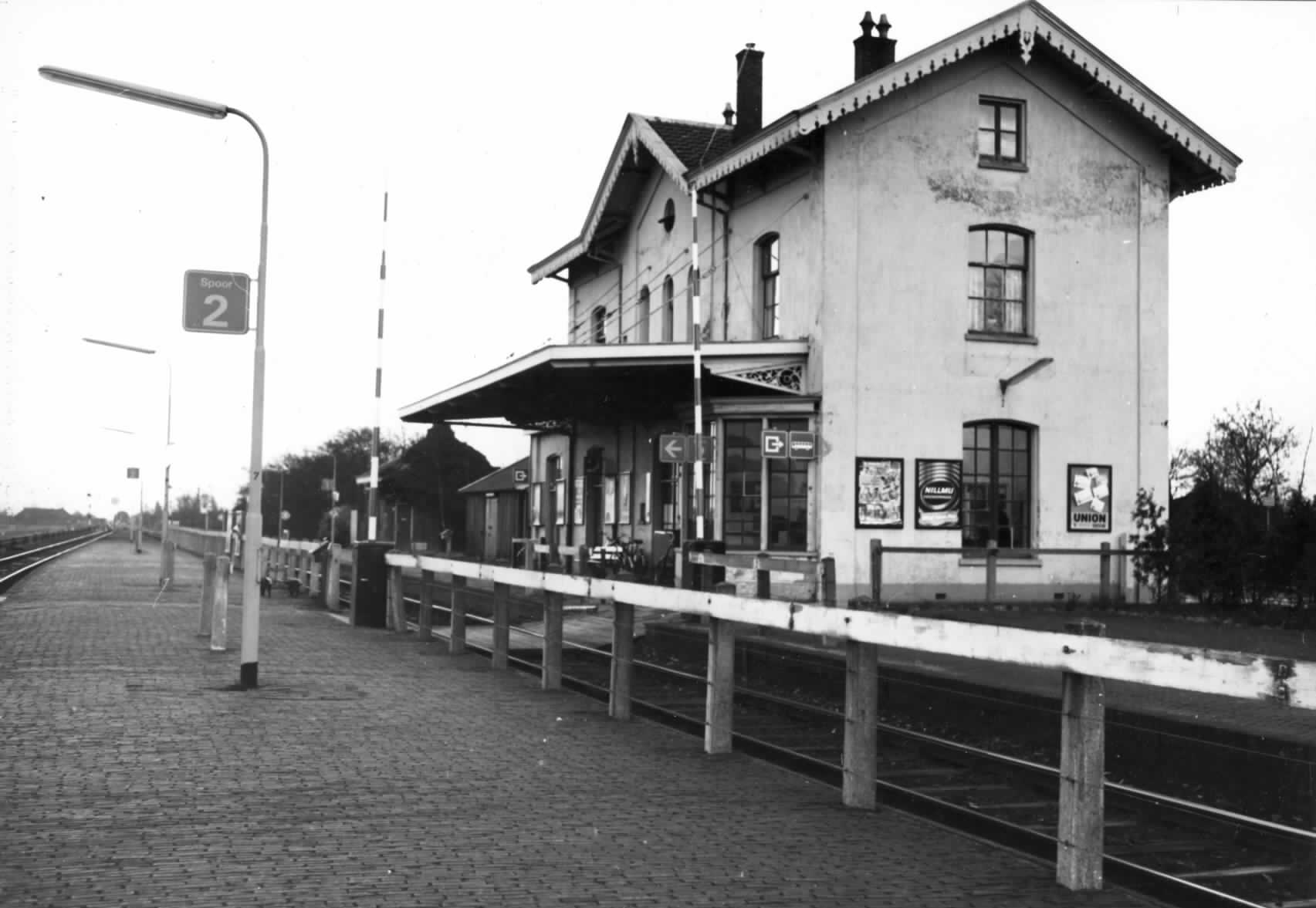
Het oude stationsgebouw in 1970
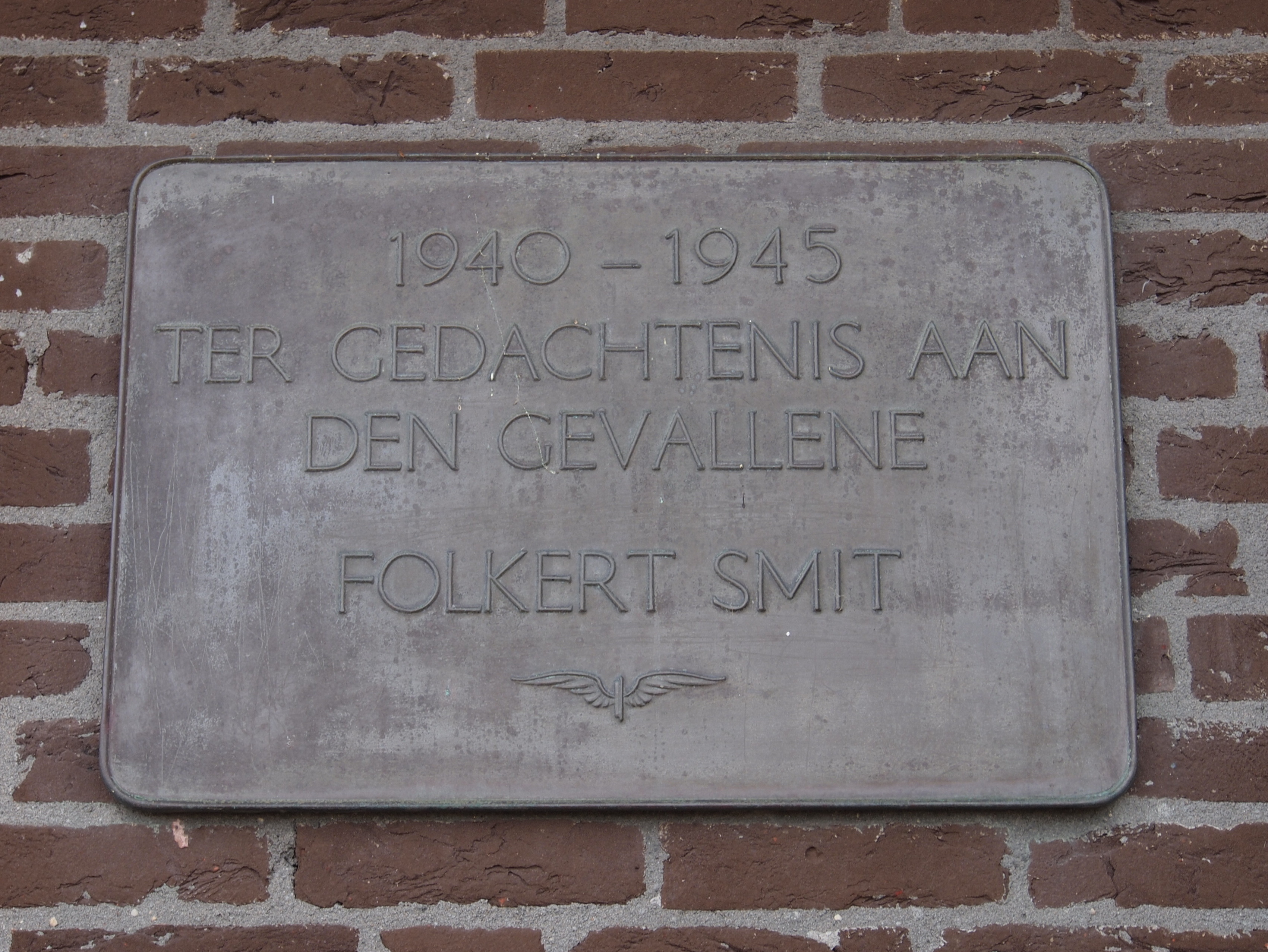
Oorlogsmonument
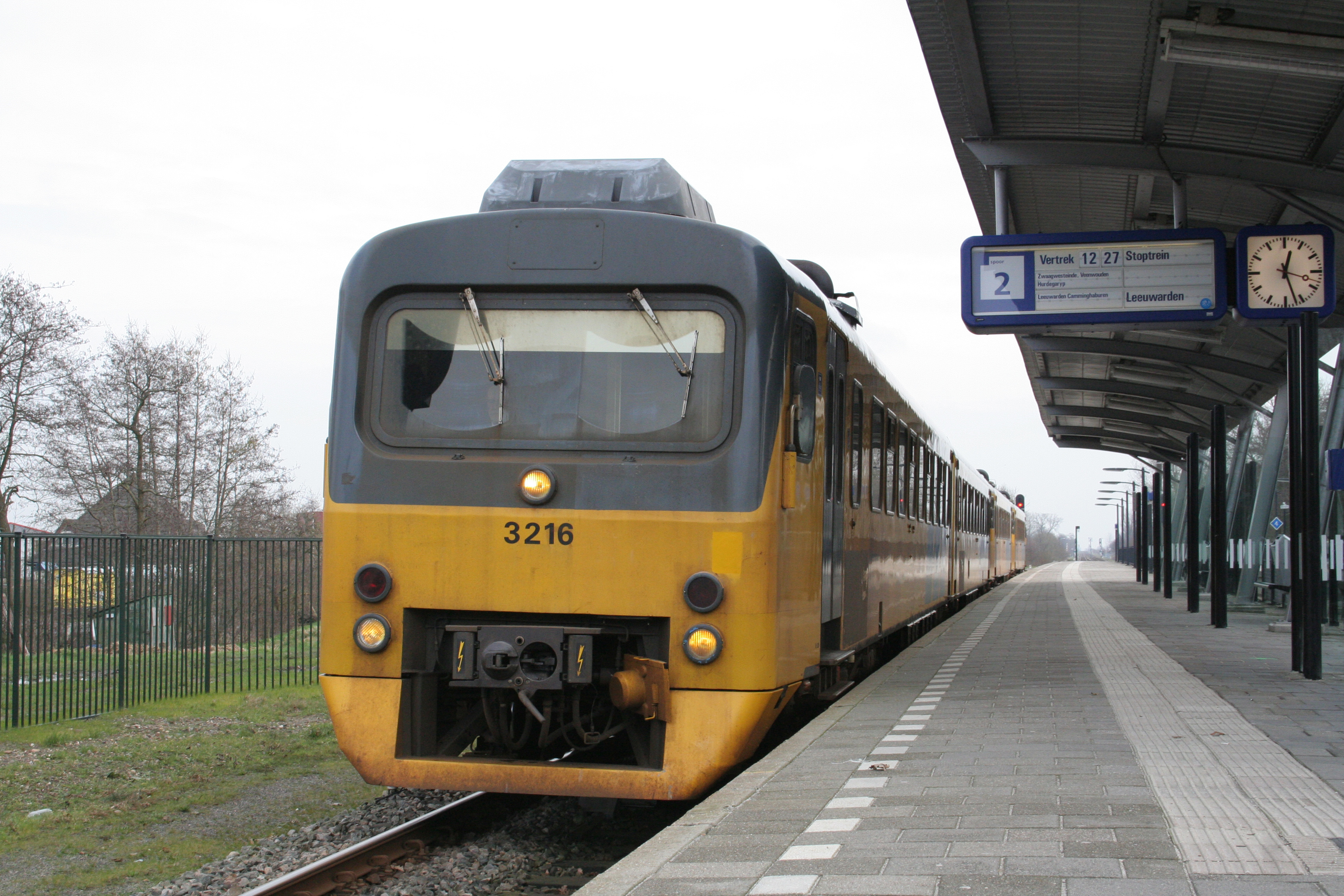
Station Buitenpost (2007)
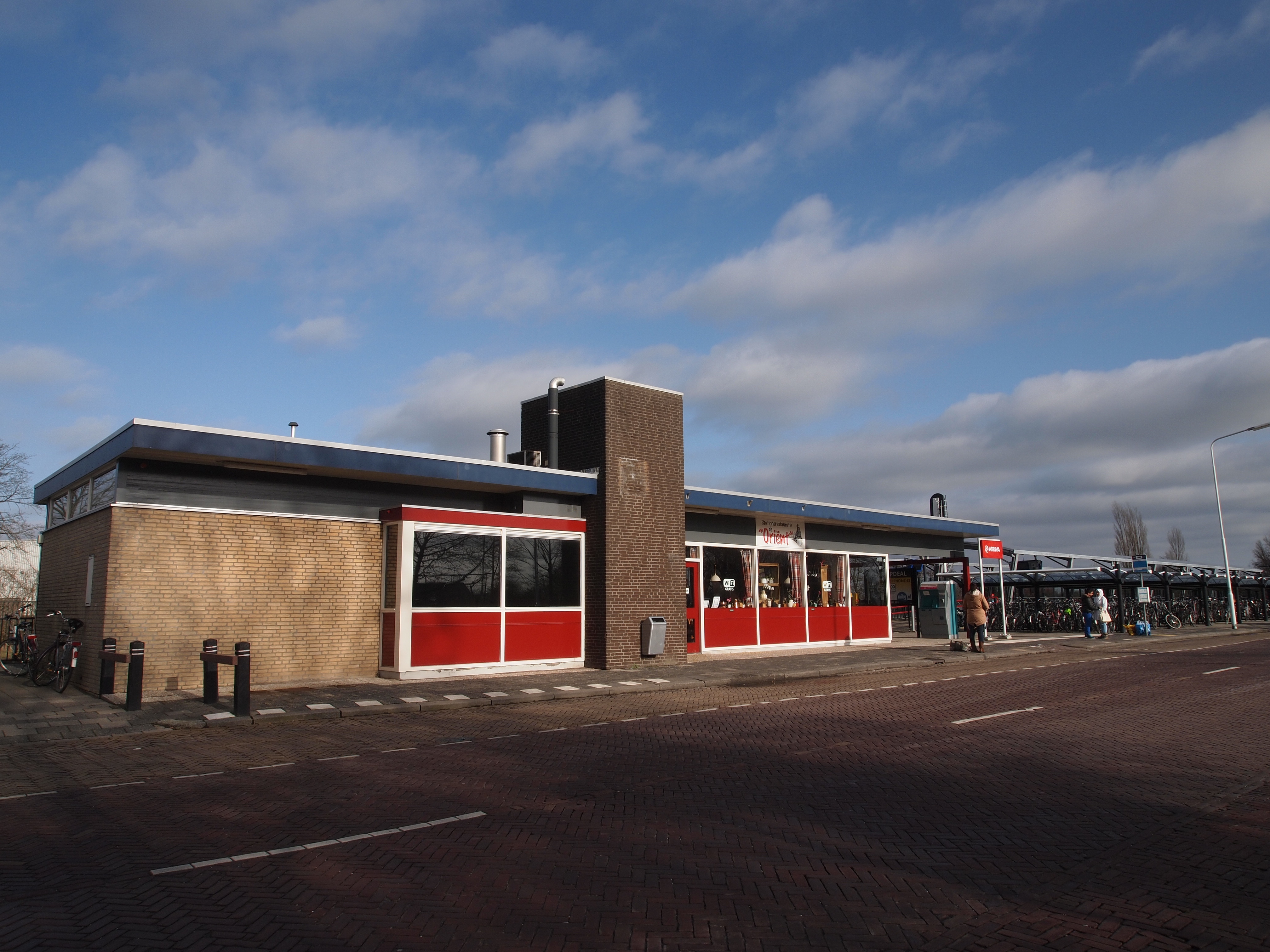
Het stationsgebouw in 2007
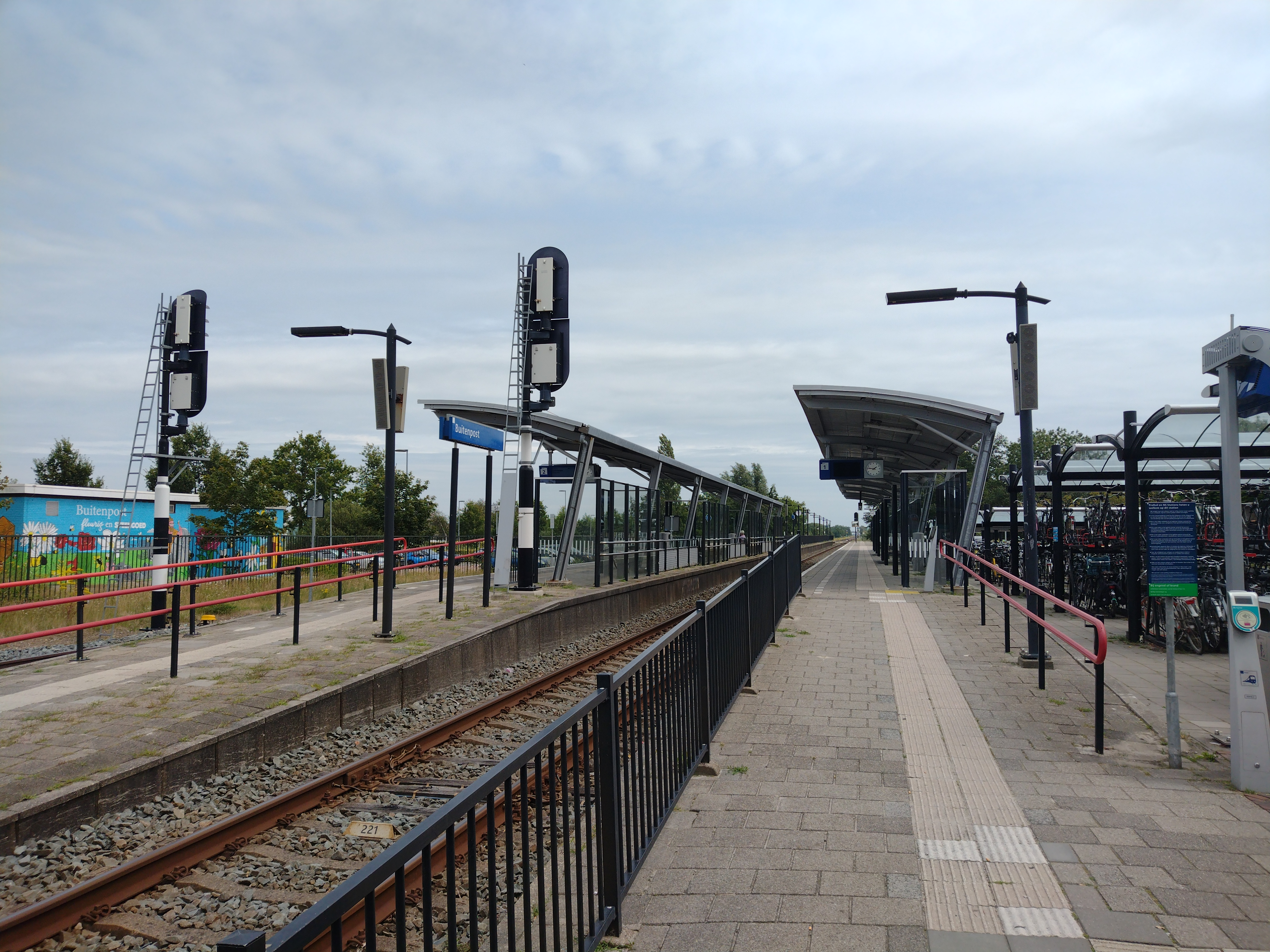
De perrons
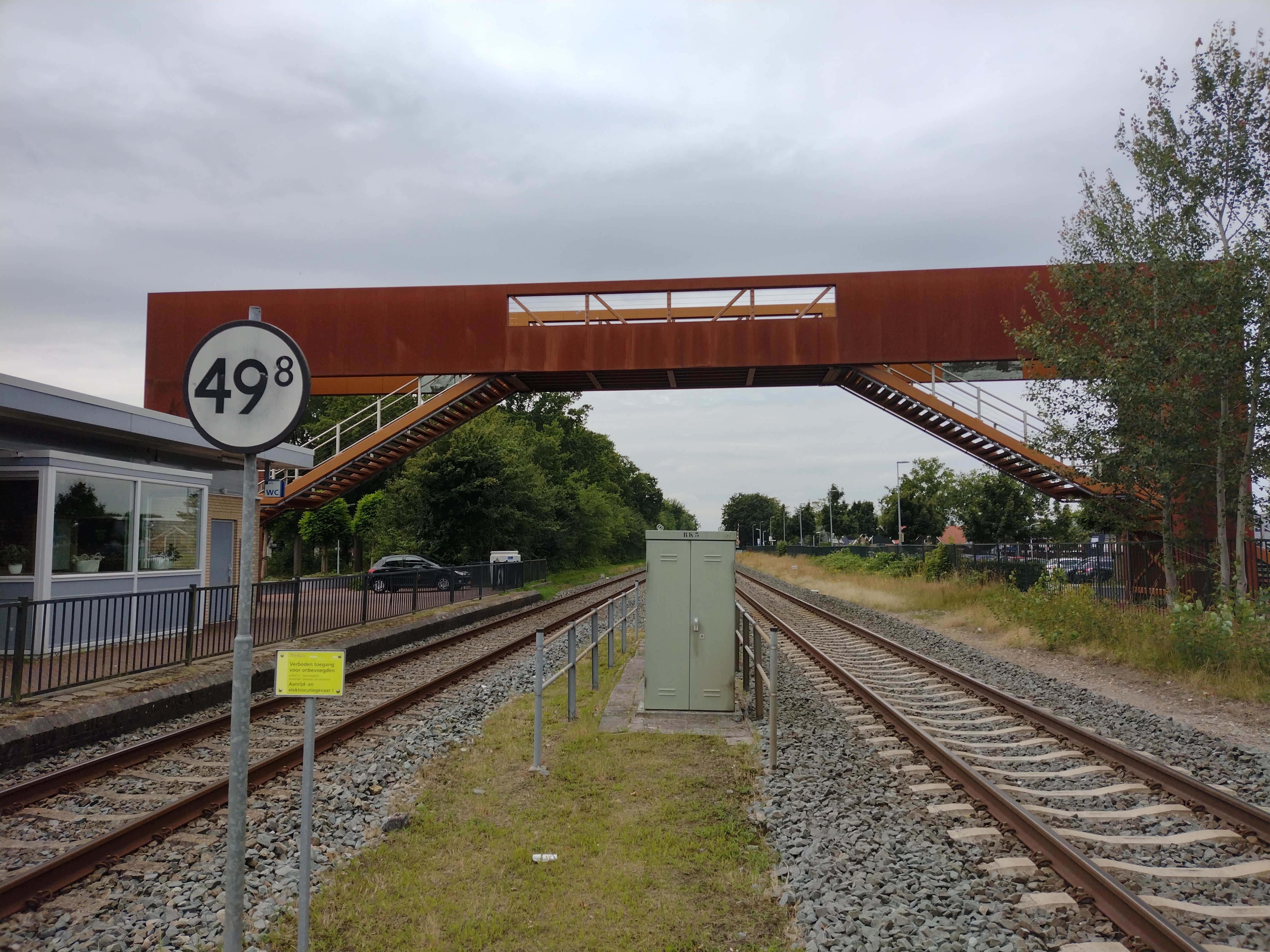
Loopbrug nabij het station
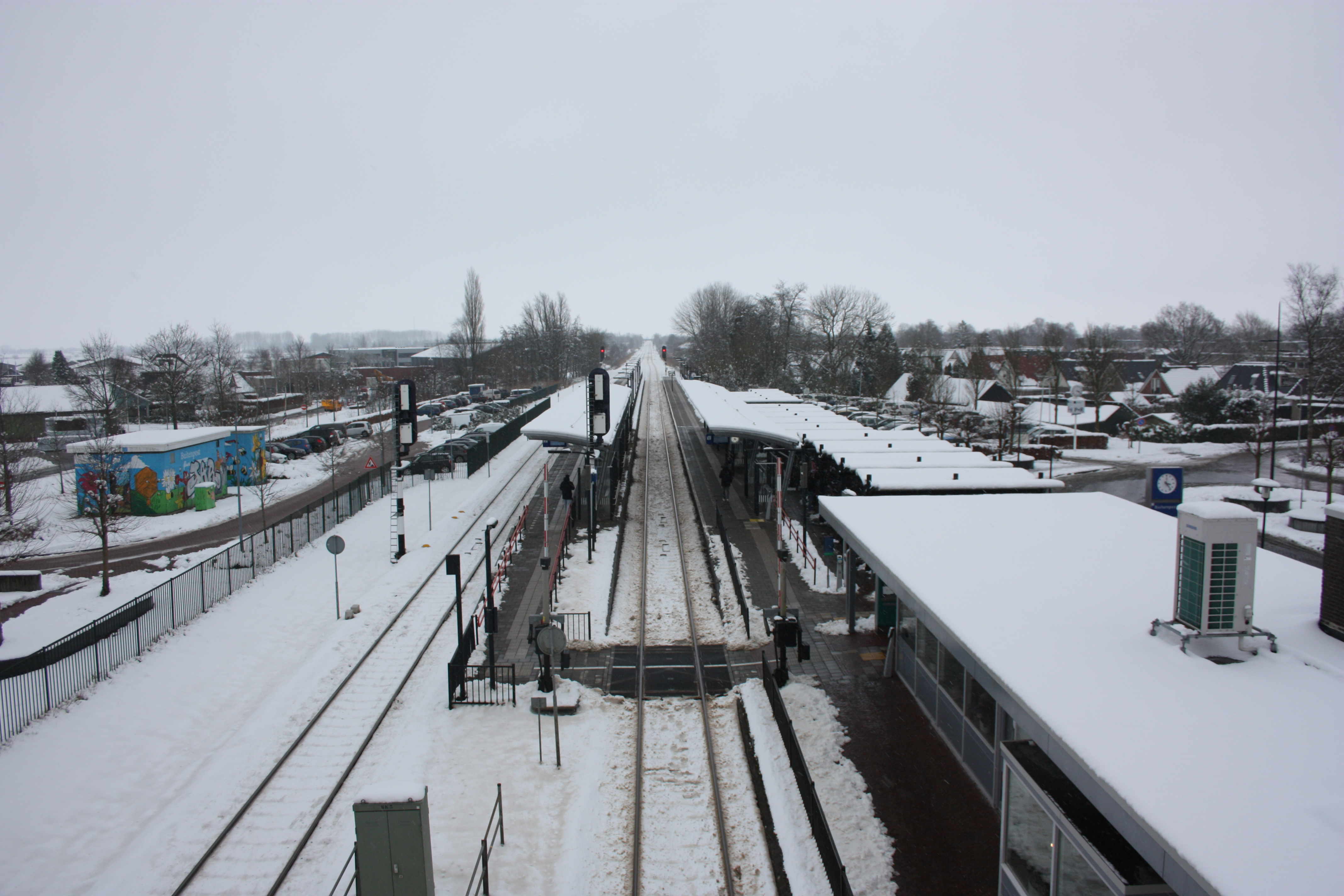
Het station in de sneeuw

## Bediening

### Trein
Station Buitenpost wordt in 2025 bediend door de volgende treinseries:
| Serie      | Treinsoort         | Route                               | Bijzonderheden                                                                               |
| ---------- | ------------------ | ----------------------------------- | -------------------------------------------------------------------------------------------- |
| 37300 RE 1 | Sneltrein (Arriva) | Leeuwarden – Buitenpost – Groningen | Stopt 2x/uur in Feanwâlden en alternerend in Buitenpost en Zuidhorn.                         |
| 37400 RS 1 | Stoptrein (Arriva) | Leeuwarden – Buitenpost – Groningen | 's Avonds rijden van maandag t/m zaterdag enkele extra treinen tussen Zuidhorn en Groningen. |

In de zomerperiode (van mei tot september) rijden op vrijdag en zaterdag twee treinen per dag tussen Leer (Oost-Friesland) en Harlingen. Deze zogenaamde Inselzüge maken het voor Duitsers gemakkelijk om naar de Waddeneilanden Vlieland en Terschelling te reizen. De Inselzüge zijn door Arriva weer in de dienstregeling opgenomen nadat deze uit de dienstregeling was gehaald wegens spoorvernieuwing op het Duitse traject Nieuweschans - Leer.

### Bus
- Streekbus 12: Buitenpost - Augustinusga - Surhuizum - Surhuisterveen - Rottevalle - Drachten
- Streekbus 61: Damwâld - Walterswâld - Driezum - Westergeast - Kollumersweach - Feankleaster - Buitenpost
- Streekbus 62: Buitenpost - Kollum - Oudwoude - Kollumerzwaag - De Westereen - Feanwâlden - Quatrebras - Leeuwarden
- Streekbus 63: Dokkum - Mitselwier - Jouswier - Ie - Ingwierrum - Kollum - Buitenpost
- Buurtbus 101: Kootstertille - Twijzel - Buitenpost - Augustinusga - Gerkesklooster - Stroobos - Lutjegast - Grootegast